# Cryoanesthésie
La cryoanesthésie consiste à "endormir par le froid".
C'est une anesthésie très fugace, qui ne doit être utilisée que pour des actes très brefs, très localisés et peu douloureux.
Par exemple, lorsqu'une dent de lait est prête à tomber, on peut faire une légère anesthésie locale avec un "bombe de froid" (une bombe contenant un gaz particulier : le fréon 114), pour que le geste soit moins désagréable pour l'enfant.